# Велань-де-Помезеу
Велань-де-Помезеу, Велані-де-Помезеу (рум. Vălani de Pomezeu) — село у повіті Біхор в Румунії. Входить до складу комуни Помезеу.
Село розташоване на відстані 392 км на північний захід від Бухареста, 44 км на південний схід від Ораді, 97 км на захід від Клуж-Напоки, 141 км на північний схід від Тімішоари.

## Населення
За даними перепису населення 2002 року у селі проживали 678 осіб.
Національний склад населення села:
| Національність | Кількість осіб | Відсоток |
| -------------- | -------------- | -------- |
| румуни         | 650            | 95,9%    |
| цигани         | 27             | 4,0%     |

Рідною мовою назвали:
| Мова      | Кількість осіб | Відсоток |
| --------- | -------------- | -------- |
| румунська | 650            | 95,9%    |
| циганська | 27             | 4,0%     |